# Pedro Nel Ospina
Pedro Nel Tomás de Villanueva Ospina Vázquez (Bogotá, 18 de setembro de 1858 — Medellín, 1 de julho de 1927) foi um militar, político e engenheiro colombiano. Foi Presidente de Colômbia entre 1922 e 1926, pelo Partido Conservador.

## Família
Filho do ex-presidente Mariano Ospina Rodríguez, nasceu quando seu pai ainda exercia o poder. Depois da derrota de Ospina para Tomás Cipriano de Mosquera na guerra civil de 1861 e de sua fuga da pena capital, a família se viu obrigada a se exilar em países distintos da América Central, nos quais o ex-presidente foi recebido como um "herói da fé cristã". Pedro Nel foi educado junto com seus irmãos pelos jesuítas no exterior, apesar de terem voltado à Colômbia por algumas temporadas, não residiram permanentemente no país durante toda sua juventude. Estudou engenharia civil nos Estados Unidos e, posteriormente, cursou sua pós-graduação em engenharia metalúrgica, química e de minas.

## Regresso à Colômbia
Regressou ao país em 1880 para se encarregar, junto de vários de seus irmãos (também engenheiros), da Escola de Minas Antioquia. Durante quase duas décadas se dedicou ao seu trabalho acadêmico e a seus negócios particulares, até que se vinculou ao exército do Partido Conservador para a guerra civil de 1885, posteriormente participou nas de 1895 e na Guerra dos Mil Dias, chegando rapidamente à patente de general da república e secretário do Estado Maior do general Marceliano Vélez.

## Cargos ocupados
Já durante o século XX, foi congressista em várias oportunidades e governador de Antioquia entre 1918 e 1920. Seu trabalho altamente executivo neste cargo o impulsionou até a candidatura presidencial, em 1922.

## Presidente da Colômbia
Nas eleições derrotou o caudilho liberal Benjamín Herrera (409.131 votos contra 246.647 de seu rival), mas convidou esse partido para participar de seu governo. Durante seu mandato a Colômbia recebeu a indenização dos Estados Unidos pela perda do Panamá, 25 milhões de dólares, que impulsionaram fortemente a infra-estrutura nacional.

## Gestão
A característica principal de sua gestão foi o investimento na infra-estrutura, contudo, pode-se observar várias conquistas relevantes:
- O esforço pela eficiente fiscalização dos gastos públicos sob o lema "providade e eficiência". Seu programa se baseava no trabalho unido dos distintos estamentos para o benefício comum, na pureza do sufrágio e na metódica orientação da função estatal até as necessidades essenciais.
- Ospina foi o primeiro presidente do mundo que empregou um avião para missões oficiais, ao viajar, pouco depois de ser eleito, entre Puerto Berrío e Girardot.[1]
- A criação do Banco Agrícola Hipotecário.
- Executou parte da lei de instrução pública projetada por especialistas alemães, a qual permitiu que durante o governo de Ospina se acrescentasse a instrução pública. Foi regulamentado o exercício da odontologia e do serviço de higiene pública; comprou o Laboratório Samper-Martínez, que não prosperou; inaugurou o edifício para o Laboratório Nacional de Higiene, dirigido pelo doutor Pablo García Medina; e melhorou os leprosários construindo aquedutos, estradas, plantas físicas e aumentando as rações para os doentes. Pôde-se realizar tudo sem o apoio do congresso, o qual não aprovou a lei, já que a considerava subversiva por tirar o poder da educação pública das mãos do clero.[2]

## Fundação em sua honra
Seus filhos, especialmente Luis Ospina Vásquez, criaram a Fundação Antioquenha para os Estudos Sociais (FAES), com sede em Medellín; o principal propósito da fundação é ajudar as famílias pobres a proporcionarem estudo para seus filhos. Fundou um Colégio Militar chamado Colegio Militar General Pedro Nel Ospina.